# Ballatoio

Vista dal ballatoio di Santa Maria del Fiore, Firenze

Il ballatoio è un elemento architettonico tipico di edifici che si sviluppano considerevolmente in altezza, come possono essere cattedrali, torri, ecc. Consiste in un passaggio accostato a una parete di un edificio, in genere sul lato esterno (anche se nelle chiese spesso esiste anche un ballatoio interno), con una ringhiera, un parapetto o una balaustra di protezione. Antenato del balcone, serve per girare attorno all'edificio, per ricrearsi all'esterno, per sfruttare la vista.
Il ballatoio non è utilizzato solo come elemento architettonico, bensì viene impiegato anche nella fortificazione delle mura di una città o di una fortezza. Molto spesso, addossati alle mura di cinta, si costruivano dei ballatoi in pietra o legno, dai quali i soldati potevano presidiare le fortificazioni e gli arcieri potevano tirare frecce sugli assedianti.
Nell'edilizia residenziale le case a ballatoio (anche dette di ringhiera) rappresentano una particolare tipologia di appartamenti in cui i ballatoi sono usati come spazi comuni per accedere alle diverse stanze o, nel caso di un condominio, alle singole unità abitative.

## Etimologia
Di origine discussa, la parola ballatoio è stata accostata al termine basso latino ballatorium (alterazione betacistica di vallatorium), tratto a sua volta dal verbo vallare, col significato di cingere, trincerare, fortificare (con palizzate, steccati, come si evince dal latino vallus, ovvero palizzata, steccato, bastione). Questo etimo allude evidentemente alla composizione architettonica del ballatoio, in cui la recinzione in questione non è nient'altro che il parapetto che cinge il passaggio.
Esiste tuttavia un'ulteriore ipotesi circa l'origine di questo termine, elaborata dal linguista e filologo Bruno Migliorini. Secondo il Migliorini, il termine ballatorium nascerebbe da una volgarizzazione del sostantivo bellatorium, da intendere nel senso di galleria da combattimento (dal latino bellatorius, letteralmente da guerra, da combattimento), come si evincerebbe da alcuni testi medievali. In questo caso, il ballatoio sembrerebbe un elemento architettonico nato in ambito bellico (a difesa delle fortezze) ed esteso poi, in un secondo momento, anche ad altri campi dell'architettura.